# Glaciar Zimzelen

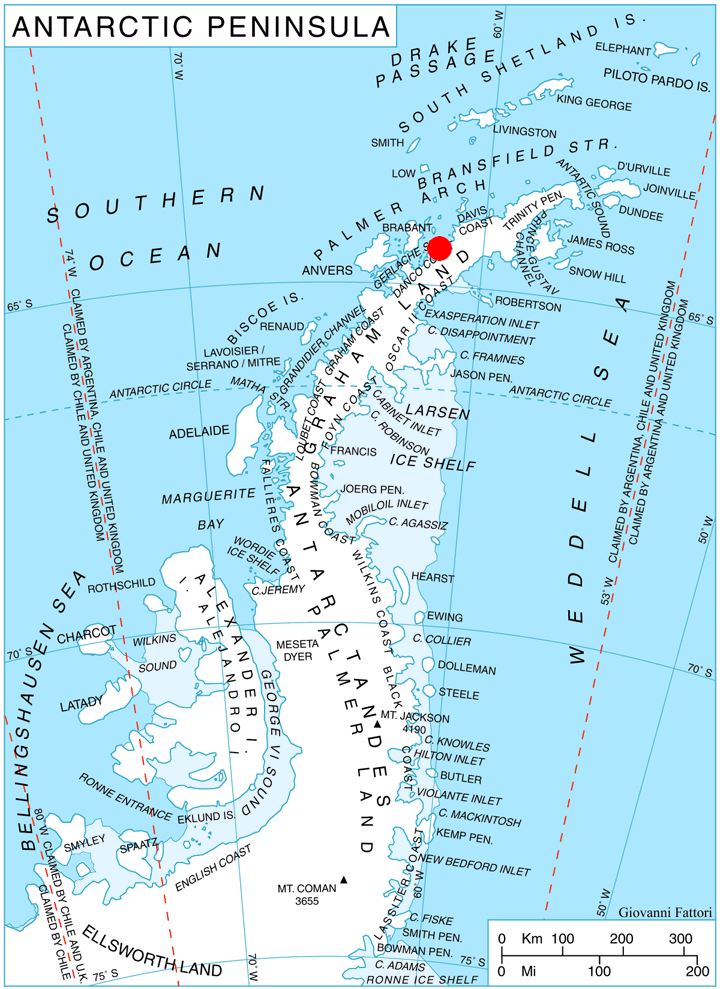
Ubicación de la península de Pefaur (Ventimiglia) en la costa Danco, Península Antártica.

El glaciar Zimzelen (en búlgaro: ледник Зимзелен, ‘Lednik Zimzelen’ \'led-nik 'zim-ze-leb\) es un glaciar en la Antártida. El glaciar mide 3.7 km de largo y 2.5 km de ancho y se encuentra en la Península Pefaur (Ventimiglia), costa Danco sobre el lateral oeste de la Península Antártica, ubicado al este del glaciar Krapets y al oeste del glaciar Blériot. Drena en dirección norte, y fluye hacia el brazo este de bahía Salvesen.
El glaciar fue nombrado en referencia al pueblo de Zimzelen en el sur de Bulgaria.

## Ubicación
El glaciar Zimzelen se encuentra en 64°27′00″S 61°17′40″O / -64.45000, -61.29444. Relevamiento británico de 1978.

## Mapas
- British Antarctic Territory. Mapa topográfico escala 1:200000. DOS 610 Series, Hoja W 64 60. Directorado de Relevamientos en el Extranjero, Tolworth, UK, 1978.
- Antarctic Digital Database (ADD). Mapa topográfico escala 1:250000 de la Antártida. Scientific Committee on Antarctic Research (SCAR), 1993-2012.